# Майллен
Майллен (валлон. Môyin) — небольшой городок, расположенный в провинции Намюр, в южной части Бельгии, с населением численностью около 650 человек. В этом городе сохранилось много исторических памятников, например, Ronchinne, замок французского принца Наполеона V.
Центральным зданием является неоготическая церковь Сент-Люсия, построенная в 1872 году (вверху-слева), а уже вокруг неё группируется несколько домов и ферм. Основным сектором экономики является сельское хозяйство. Во второй половине сентября в городе проходит традиционная ярмарка.
- Центр Майллен во время ежегодной ярмарки
- Непосредственно за пределами города начинаются сельскохозяйственные угодья